# شين ماكدونالد
شين ماكدونالد (بالإنجليزية: Shane McDonald)‏ مواليد 29 مايو 1985 في فيكتوريا، هو لاعب كرة سلة أسترالي. بدأ مسيرته الاحترافية في سنة 2000. يحمل الرقم 4.

## المسيرة الاحترافية
لعب مع برث وايلدكاتز في الدوري الأسترالي في موسم 2008–09، ثم لعب مع ملبورن يونايتد في موسم 2011–12، ثم لعب مع نيو زيلاند بريكرز في الدوري الأسترالي في موسم 2015–16.